# Madame Bellecour
Rose-Perrine (ou Pétronille) Le Roy de La Corbinaye est une actrice française née à Lamballe le 20 décembre 1730 et décédée à Paris le 5 août 1799.

## Biographie
Rose-Perrine Le Roy de La Corbinaye naît le 20 décembre 1730 en Bretagne, à Lamballe, et est baptisée le lendemain en l'église Saint-Jean de Lamballe,. Elle est la fille de François Michel Le Roy de La Corbinaye, noble devenu comédien forain, et de son épouse, Rose Françoise Brouillard.
Son père, médiocre acteur chez Monnet, fait entrer Rose à l'Opéra-Comique en 1743. Elle débute dans le rôle de Mlle Gogo du Coq de village de Favart à la Foire Saint-Germain. Après avoir adopté le nom de scène de Mlle Gogo, elle se fait appeler Mlle Beauménard lorsqu'elle débute à la cour de Versailles et à la Comédie-Française en 1749.
En 1761 elle épouse le comédien Bellecour et change dès lors de nom de scène. Elle se retire en 1756 et reparaît cinq ans plus tard, pour se retirer définitivement de la scène en 1791.

## Théâtre

### Carrière à la Comédie-Française
- 1765 : Le Tuteur dupé de Jean-François Cailhava de L'Estandoux : Marton
- 1765 : Tartuffe de Molière : Dorine
- 1765 : Les Folies amoureuses de Jean-François Regnard : Lisette
- 1765 : Le Joueur de Jean-François Regnard : Nérine
- 1765 : Le Légataire universel de Jean-François Regnard : Lisette
- 1765 : Les Fourberies de Scapin de Molière : Zerbinette
- 1765 : Le Méchant de Jean-Baptiste Gresset : Lisette
- 1766 : Les Femmes savantes de Molière : Martine[5]
- 1766 : Le Festin de pierre de Thomas Corneille d'après Molière : Thérèse
- 1766 : L'École des femmes de Molière : Georgette
- 1766 : Turcaret ou le Financier d'Alain-René Lesage : Lisette
- 1766 : La Seconde Surprise de l'amour de Marivaux : Lisette
- 1766 : L'Avare de Molière : Frosine
- 1766 : Le Dépit amoureux de Molière : Marinette
- 1766 : L'homme à bonnes fortunes de Michel Baron : Marton
- 1766 : Le Malade imaginaire de Molière : Toinette
- 1766 : L'Enfant prodigue de Voltaire : Marthe
- 1767 : La Métromanie d'Alexis Piron : Lisette
- 1767 : Nanine de Voltaire : La marquise
- 1767 : La Comtesse d'Escarbagnas de Molière : Andrée
- 1768 : La Gageure imprévue de Michel-Jean Sedaine : Gotte
- 1768 : Les Deux Frères d'Alexandre-Guillaume de Moissy : Laurette
- 1768 : Les Valets maîtres de la maison de Marc-Antoine-Jacques Rochon de Chabannes : Marine
- 1769 : Le Bourgeois gentilhomme de Molière : Nicole
- 1769 : Amphitryon de Molière : Cléanthis
- 1770 : Les Précieuses ridicules de Molière : Cathos
- 1770 : L'École des bourgeois de Léonor Soulas d'Allainval : Marton
- 1770 : La Veuve de Charles Collé : Agathe
- 1771 : Jodelet ou le Maître valet de Paul Scarron : Béatrix
- 1771 : Le Menteur de Pierre Corneille : Isabelle
- 1771 : Le Bourru bienfaisant de Carlo Goldoni : Marton
- 1772 : Le Préjugé vaincu de Marivaux : Lisette
- 1773 : L'Assemblée d'Augustin-Théodore Lebeau de Schosne, suivi de L'Apothéose de Molière (ballet) : Thalie
- 1773 : Le Centenaire de Molière de Jean-Baptiste Artaud : Thalie
- 1773 : Sganarelle ou le Cocu imaginaire de Molière : La femme de Sganarelle
- 1777 : L'Amant bourru de Jacques-Marie Boutet de Monvel : La marquise de Martigue
- 1777 : L'Égoïsme de Jean-François Cailhava de L'Estandoux : Marton
- 1777 : L'Inconséquent ou les Soubrettes de Pierre Laujon : Lisette
- 1778 : L'Aveugle par crédulité de Jean-Nicolas Fournel : Lisette
- 1779 : Les Muses rivales ou l'Apothéose de Voltaire de Jean-François de La Harpe : Thalie
- 1780 : Le Bon Ami de Legrand : la comtesse
- 1780 : Les Noces houzardes de Dorvigny : Marine
- 1781 : Le Chirurgien de village de Simon-Chauvot : Mme Robert
- 1782 : L'Inauguration du Théâtre-Français de Barthélemy Imbert : Thalie
- 1782 : Le Satirique de Charles Palissot de Montenoy : Marton
- 1782 : Le Vieux garçon de Paul-Ulric Dubuisson : Mlle Armand
- 1782 : Les Amants espagnols de Jean Siméon Beaugeard de Marseille : Inésilla
- 1782 : Les Journalistes anglais de Jean-François Cailhava de L'Estandoux : Nicole
- 1782 : Les Rivaux amis de Nicolas-Julien Forgeot : Lisette
- 1782 : Molière à la nouvelle salle ou les Audiences de Thalie de Jean-François de La Harpe : Thalie
- 1782 : George Dandin de Molière : Claudine
- 1783 : Le Déjeuner interrompu de Marie-Émilie de Montanclos : Lisette
- 1783 : Les Aveux difficiles d'Étienne Vigée : Lisette
- 1784 : L'Avare cru bienfaisant de Jean-Louis Brousse-Desfaucherets : Victoire
- 1784 : La Fausse coquette d'Étienne Vigée : Lisette
- 1784 : Le Mariage de Figaro de Beaumarchais : Marceline
- 1785 : L'Oncle et les tantes d'Adrien-Nicolas de La Salle : La comtesse
- 1787 : La Maison de Molière ou la Journée de Tartuffe de Louis-Sébastien Mercier imité de Carlo Goldoni
- 1788 : L'Entrevue d'Étienne Vigée : Lisette
- 1788 : La Belle-mère d'Étienne Vigée : Lisette
- 1789 : Auguste et Théodore d'Ernest de Manteufel : Lisbeth
- 1789 : La Mort de Molière de Michel de Cubières : Laforêt
- 1790 : Le Couvent de Pierre Laujon : Sœur Bonaventure
- 1790 : Les Trois noces de Nicolas Dezède : La marquise